# 4 Seasons of Loneliness
«4 Seasons of Loneliness» — Ритм-н-блюз/поп баллада, записанная вокальным квартетом из Филадельфии — Boyz II Men. Песня написана и спродюсирована командой Jimmy Jam and Terry Lewis, и была издана первым синглом альбома «Evolution» в 1997 году.
Благодаря большому спросу песни на радиостанциях в Соединенных Штатах Америки и коммерческому релизу, синглу удалось дебютировать на второй строчке чарта Billboard Hot 100. На следующей неделе песня заняла первое место, став пятым и последним хитом номер один в карьере группы Boyz II Men. Песня удерживала лидирующую позицию всего одну неделю и её сместил сингл «Candle in the Wind 1997» Элтона Джона, посвящённый памяти Принцессы Дианы и набирающий массивную популярность у слушателей. Для Boyz II Men песня «4 Seasons of Loneliness» стала последним хитом, вошедшим в десятку лучших песен Великобритании с дебютом на 10 месте в чарте страны, и скорым исчезновением из него.

## Список композиций
CD сингл
1. «4 Seasons of Loneliness» (LP Version) — 4:51
2. «4 Seasons of Loneliness» (B II M Version) — 5:30

CD Макси сингл
1. «4 Seasons of Loneliness» (Radio Edit) — 4:27
2. «4 Seasons of Loneliness» (B II M Version) — 5:30
3. «4 Seasons of Loneliness» (Instrumental Version) — 4:52
4. «4 Seasons of Loneliness» (A cappella) — 4:41

## Позиции в чартах, сертификация и преемственность
| Чарт (1997)                                     | Высшее место |
| ----------------------------------------------- | ------------ |
| Australian ARIA Singles Chart                   | 13           |
| Belgian (Wallonia) Singles Chart                | 38           |
| Canadian Singles Chart                          | 5            |
| Dutch Top 40                                    | 9            |
| German Singles Chart                            | 59           |
| Irish Singles Chart                             | 26           |
| Japanese Singles Chart                          | 2            |
| New Zealand RIANZ Singles Chart                 | 2            |
| Swedish Singles Chart                           | 45           |
| Swiss Singles Chart                             | 32           |
| UK Singles Chart                                | 10           |
| U.S. Billboard Hot 100                          | 1            |
| U.S. Billboard Hot Adult Contemporary           | 30           |
| U.S. Billboard Hot Latin Tracks 1               | 27           |
| U.S. Billboard Hot R&B/Hip-Hop Singles & Tracks | 2            |
| U.S. Billboard Latin Pop Airplay 1              | 11           |

| Конец 1997 года        | Позиция |
| ---------------------- | ------- |
| U.S. Billboard Hot 100 | 30      |
| Конец 1998 года        | Позиция |
| U.S. Billboard Hot 100 | 96      |

| Страна | Сертификация    | Дата            | Продажи   |
| ------ | --------------- | --------------- | --------- |
| США    | Платиновый диск | 14 октября 1997 | 1,000,000 |